# وستبروک (مین)
وستبروک(به انگلیسی: Westbrook) شهری در ایالت مین کشور ایالات متحده آمریکا است که جمعیت آن در سرشماری سال ۲۰۱۰ میلادی، ۱۷٬۴۹۴ نفر بوده‌است.

## نگارخانه

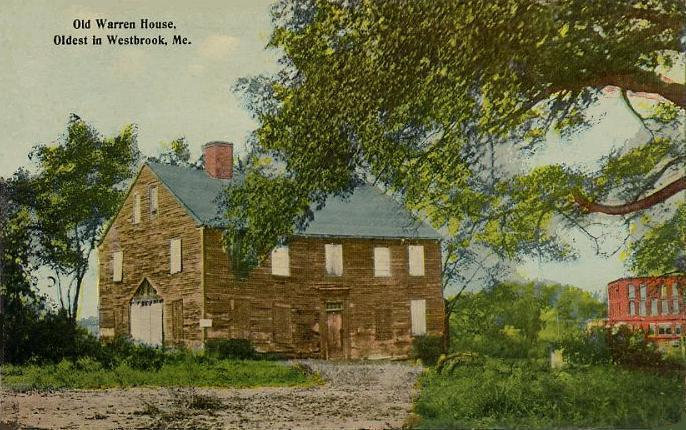
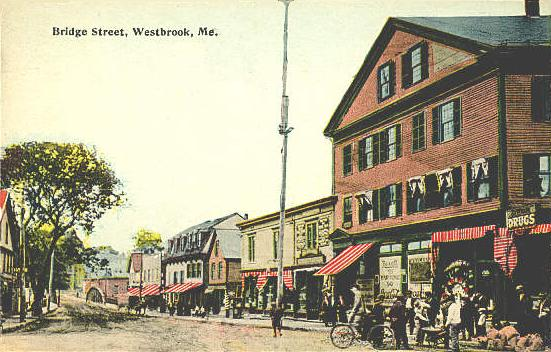
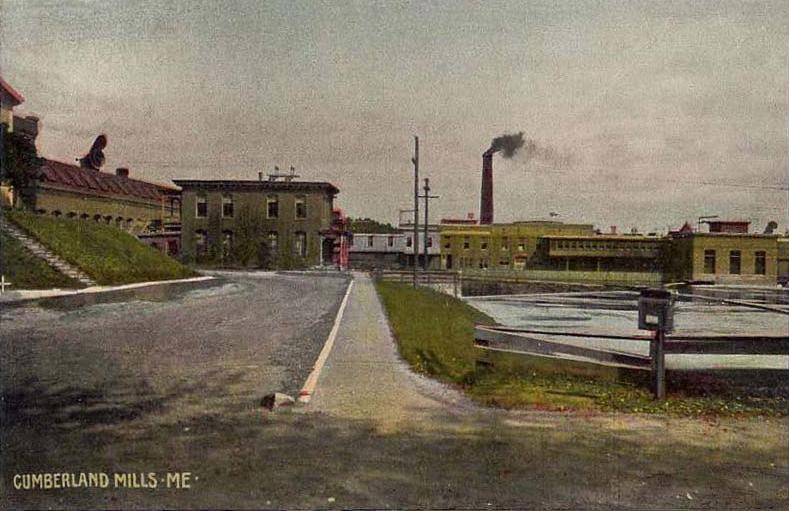